# Opération Forfar
 (octobre 2022).
La mise en forme du texte ne suit pas les recommandations de Wikipédia : il faut le « wikifier ».
Les points d'amélioration suivants sont les cas les plus fréquents :
- Les titres sont pré-formatés par le logiciel. Ils ne sont ni en capitales, ni en gras.
- Le texte ne doit pas être écrit en capitales (les noms de famille non plus), ni en gras, ni en italique, ni en « petit »…
- Le gras n'est utilisé que pour surligner le titre de l'article dans l'introduction, une seule fois.
- L'italique est rarement utilisé : mots en langue étrangère, titres d'œuvres, noms de bateaux, etc.
- Les citations ne sont pas en italique mais en corps de texte normal. Elles sont entourées par des guillemets français : « et ».
- Les listes à puces sont à éviter, des paragraphes rédigés étant largement préférés. Les tableaux sont à réserver à la présentation de données structurées (résultats, etc.).
- Les appels de note de bas de page (petits chiffres en exposant, introduits par l'outil «  Source ») sont à placer entre la fin de phrase et le point final[comme ça].
- Les liens internes (vers d'autres articles de Wikipédia) sont à choisir avec parcimonie. Créez des liens vers des articles approfondissant le sujet. Les termes génériques sans rapport avec le sujet sont à éviter, ainsi que les répétitions de liens vers un même terme.
- Les liens externes sont à placer uniquement dans une section « Liens externes », à la fin de l'article. Ces liens sont à choisir avec parcimonie suivant les règles définies. Si un lien sert de source à l'article, son insertion dans le texte est à faire par les notes de bas de page.
- La présentation des références doit suivre les conventions bibliographiques. Il est recommandé d'utiliser les modèles {{Ouvrage}}, {{Chapitre}}, {{Article}}, {{Lien web}} et/ou {{Bibliographie}}. Le mode d'édition visuel peut mettre en forme automatiquement les références.
- Insérer une infobox (cadre d'informations à droite) n'est pas obligatoire pour parachever la mise en page.

Pour une aide détaillée, merci de consulter Aide:Wikification.
Si vous pensez que ces points ont été résolus, vous pouvez retirer ce bandeau et améliorer la mise en forme d'un autre article.
L'opération Forfar est le nom donné aux raids des commandos britanniques sur les côtes françaises durant la Seconde Guerre mondiale. Les raids font partie de l'opération Starkey, une opération de diversion destinée à faire sortir les avions de la Luftwaffe. Ces raids avaient pour but d'identifier les troupes côtières allemandes présentes sur place ainsi que leur équipement, le tout ayant pour but de simuler des opérations de reconnaissance précédant un potentiel débarquement.

## Prélude
En janvier 1943, le Haut commandement Allié reporte l'idée d'une invasion de la France d'au moins pour un an. En avril, ils concentrent leurs efforts sur la Méditerranée. Le nouveau chef d'état-major du commandement suprême des forces expéditionnaires alliés (à ne pas confondre avec le Commandement suprême des forces alliées), le Major-Général Fredirick Morgan, est nommé pour diriger les opérations militaires d'intoxication en Europe de l'Ouest pour immobiliser les forces ennemies au nord tandis que les alliés seraient au sud. Les ordres comprenait explicitement le fait de créer un environnement pour un potentiel débarquement sur les côtes françaises pour détourner les efforts de la Luftwaffe.
Morgan et Bevan, a la tête de la London Controlling Section (LDC), établirent un faux plan du commandement suprême des forces expéditionnaires alliés appelé "Ops(B)". Ils ont donc commencé à planifier des opérations pour remplir les objectifs de 1943. Le 3 juin ils procèdent à trois opérations (Starkey, Wadham et Tindall) sous le nom d'opération Cockade.

## Opération Starkey
L'Opération Starkey est une opération visant à simuler une invasion de la France par le Nord-Pas-De-Calais début septembre 1943 afin de menacer le nord de la France pour détourner l'attention de la Luftwaffe. Il permettait aussi de collecter des informations. Chaque raid faisait appel à environ dix commandos, principalement du No.10 et 12. A chaque fois, l'objectif est une préparation à un débarquement imminent comprenant la destruction de point défensif, la reconnaissance ainsi que la capture de soldats travaillant sur site. Les commandos laissent aussi de fausses lettres pour conforter les officiers ennemis. 
Les écrivains Charles Cruikshank (Deception in Wolrd War II) et Thaddeus Holt (The Deceive) ont conclu que quatorze missions ont été planifiées entre juillet et septembre 1943 mais seules huit ont eu lieu.

## Les différents raids
| Nom de code   | Date                       | Force en présence                                 | cible                | type de mission | Résultat                                                                                             |
| ------------- | -------------------------- | ------------------------------------------------- | -------------------- | --- | --- |
| Beer (Bière ) | 3-4 septembre              | Anglais : No.10 et No.12 commando Français : No.1 | Eletot               | Reconnaissance de la plage                                                                                           | Avorté 3 fois auparavant, la première fois le 3-5 aout puis le 1-2 septembre                         |
| Bog (Chien)   | 5-6 juillet                | Anglais : No.12                                   | Biville              | Reconnaissance et capture de prisonniers                                                                             | Le bateau qui a amené les commandos s'est fait tirer dessus, les soldats ont été déposés.            |
| Easy          | 3-4 juillet                | Anglais : No.12                                   | Onival               | Reconnaissance et capture de prisonniers                                                                             | |
| How (comment) | Entre juillet et aout 1943 |                                                   | Quend                | | |
| item (Objet)  | 2-3 septembre              | Anglais No.3 No.10 No.12                          | saint Valery en Caux | Capture de prisonnier et destruction de position de projecteurs (qui permettent de mieux repérer des avions de nuit) | Succès partiel, l'équipage a été récupéré mais l'équipement perdu à cause de la submersion du bateau |
| Love (amour)  | 3-4) aout                  | Anglais : Special Boat Service (SBS)              | Dunkerque            | Reconnaissance et capture de prisonniers                                                                             | Mission avortée car l'équipe s'est faite repérée par des projecteurs                                 |